# Инта
Инта́ — город в Республике Коми Российской Федерации. Административный центр муниципального округа «Инта».

## Этимология
Основан в 1940 году как база комплексной экспедиции по проектированию шахт; с 1954 года — город Инта. Название от гидронима реки Инта. Гидроним предположительно от ненецкого и'(д)та — «место, обильное водой, переувлажнённое место».

## История

### Разведка угольного месторождения
В 1912 году углезнатец Иван Николаевич Сорвачев обнаружил выходы каменного угля на реках Косью, Нече и Большой Инте. Он показал их Петру Платоновичу Матафтину, действительному члену Русского географического общества, который описал и отобрал образцы. Матафтин направил записку академику Ф. Н. Чернышёву, а образцы углей отправил геологическому музею Императорской академии наук в Санкт-Петербурге. В 1915 году в перечне угольных месторождений Печорского края появилось месторождение Интинское.
В 1921 году территория вошла в состав Ижмо-Печорского уезда Коми автономной области. С 1929 года — Ижмо-Печорский район, с 1930 года — Ижемский район.
В декабре 1931 года небольшой отряд заключённых «УхтПечлага» (Ухто-Печорского исправительно-трудового лагеря) численностью от 30 до 40 человек под руководством геолога Василия Николаевича Нашивочникова начал разведку угля на Большой Инте. В 1932 году участники отряда построили на высоком берегу реки Большая Инта, при впадении в неё ручья Угольного, временные землянки с нарами в два яруса. Так было основано очередное гулаговское подразделение — лагерная командировка (временный лагпункт для производства работ).

### Рудник, лагерь, посёлок
В 1937 году лагпункт (или Интинская командировка), входивший в систему «Ухтпечлага», стал называться «Рудник Большая Инта». Рудник был площадью всего 25 кв м. Он был обнесён охранной зоной с 4 вышками. Заключённые работали в тяжелейших условиях.
В 1940 году началось промышленное освоение Интинского угольного месторождения в районе реки Большая Инта, являющегося частью Печорского угольного бассейна. Тогда же образован посёлок Инта как база комплексной экспедиции по проектированию шахт. Название дано по расположению на берегу реки Большая Инта. Гидроним, в свою очередь, предположительно из ненецкого: «место, обильное водой, переувлажнённое место».
В 1941 году на месторождении был создан «Инталаг» («Интастрой») в составе управления «Воркутлаг» («Воркутстрой»). Согласно приказу ГУЛАГа НКВД СССР от 11 декабря 1941 года управление «Инталаг» с 1 января 1942 года было выделено из состава управления «Воркутлаг».
С 25 ноября 1942 года поселение рудника Большая Инта — населённый пункт Инта Косьювомского сельсовета Кожвинского района был преобразован в посёлок городского типа. Первые четыре года Интастрой занимался разведкой новых угольных месторождений, строительством шахт, а также создал энергетическую и ремонтно-механическую базу. Изначально шахты и железную дорогу строили заключённые лагерей ГУЛАГа (Интинского и Минерального ИТЛ). В Минеральном ИТЛ содержалось единовременно до 34,5 тыс. заключённых. Добыча угля началась в 1943 году, и в том же году первый состав с интинским углём был отправлен в осаждённый Ленинград.

### Город

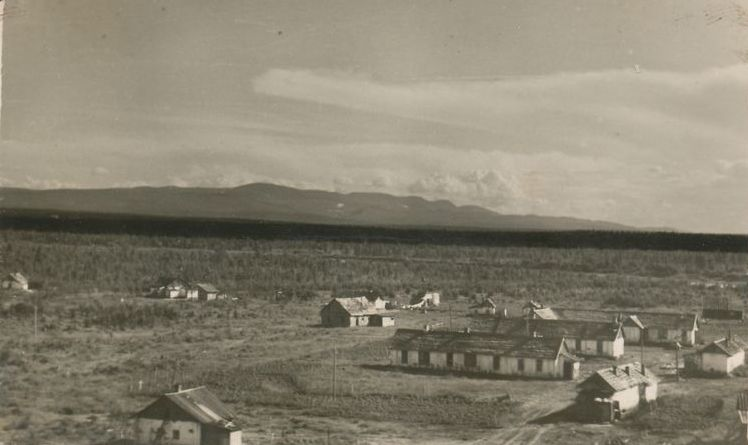
Вид на Инту, 1956 год

1 января 1954 года Интинский район с центром в посёлке Верхняя Инта был выведен из состава Кожвинского района, а 4 октября 1954 года посёлок Инта указом Президиума Верховного Совета РСФСР получил статус города. В 1955 году Инта стала центром Интинского района. 28 сентября 1957 года Инта получила статус города республиканского подчинения.
После двадцатого съезда КПСС (февраль 1956 года) в лагерях Инты начали работать партийно-государственные комиссии по освобождению заключенных, ранее осужденных без достаточных оснований. Начался пересмотр дел «врагов народа». С января 1957 года все лагеря и подразделения Минлага в Инте прекратили своё существование.

### Современный период
Распад СССР привёл к резкому сокращению добычи каменного угля, экономика Инты пришла в упадок, не осталось ни одной из шести шахт. Это привело к сокращению рабочих мест и массовому оттоку жителей из города.

## Физико-географическая характеристика

### Географическое положение
Инта находится в часовой зоне МСК (московское время). Смещение применяемого времени относительно UTC составляет +3:00.
Географические координаты: 66°02′ с. ш. 60°08′ в. д..
Город расположен в лесотундре к западу от Уральских гор, на северо-востоке республики Коми, на левом берегу реки Большая Инта. Из Инты пролегает кратчайший путь к высочайшим вершинам Урала: горе Народной, пику Карпинского, вершине Манарага и др.
Расстояние до Сыктывкара по прямой составляет примерно 665 км, до Москвы — 1654 км.

### Рельеф
Рельеф Интинского округа преимущественно равнинный. Исключение составляет восточная часть, которая примыкает к Приполярному Уралу: для неё характерна горная местность с платообразными вершинами.

### Климат
Город Инта относится к районам Крайнего Севера, климат континентальный. Здесь характерна длительная суровая зима с устойчивым снежным покровом и прохладное влажное лето с незначительным числом безоблачных и жарких дней.
Во время ультраполярного вторжения утром 31 декабря 1978 года температура в Инте понизилась до её абсолютного минимума −52.1°, что в точности соответствует второй из самых низких температур в Красноярске, примечательно что уже в январе чистых −51° а в феврале чистых −50° никогда не регистрировалась, климат Инты один из наиболее ровных в Республике как по зиме так и по лету, для сравнения самый контрастный в Ижме с абсолютным перепадом 93,8° при Интинском перепаде всего 76°. Летние температуры значительно прохладнее более низкие чем в среднем по Коми, так в августе никогда не было чистых +30°, а абсолютный максимум июля недоходит до +34°, что делает Инту одним из наиболее низких в Республике нескольких точек Коми по летнему абсолютному максимуму, для сравнения самый низкий абсолютный максимум в Республике всего на 0,8° ниже, +33.1° в Елецком, во все сезоны температурный фон в Инте ровнее чем в большинстве остальных районов Коми. При этом абсолютный минимум в Инте практически средний арифметический, самый типичный по Коми.
- Среднегодовая температура воздуха — −3,9 °C
- Относительная влажность воздуха — 77,2 %
- Средняя скорость ветра — 3,7 м/с

| Показатель                    | Янв.  | Фев.  | Март  | Апр.  | Май   | Июнь | Июль | Авг. | Сен. | Окт.  | Нояб. | Дек.  | Год   |
| ----------------------------- | ----- | ----- | ----- | ----- | ----- | ---- | ---- | ---- | ---- | ----- | ----- | ----- | ----- |
| Абсолютный максимум, °C       | 2     | 3     | 7,8   | 20,6  | 30,4  | 31,4 | 33,9 | 29,7 | 26,9 | 17,5  | 6,7   | 5,2   | 33,9  |
| Средний суточный максимум, °C | −16   | −14,9 | −7,4  | −1,3  | 5,4   | 14,7 | 20,4 | 16,0 | 9,2  | 0,0   | −8,2  | −12,8 | 5,1   |
| Средняя температура, °C       | −19   | −18   | −14,1 | −8,1  | 0,9   | 9,2  | 14,5 | 11,1 | 5,5  | −3,2  | −12,1 | −16,3 | −4,3  |
| Средний суточный минимум, °C  | −23,1 | −21,5 | −16,2 | −10,1 | −3,6  | 5,7  | 9,6  | 6,8  | 1,8  | −6,3  | −16,2 | −20,0 | −9,1  |
| Абсолютный минимум, °C        | −50,8 | −49,8 | −43,1 | −40   | −24,4 | −7,1 | +0,1 | −7,4 | −8,7 | −34,5 | −43,3 | −52,1 | −52,1 |
| Норма осадков, мм             | 29    | 24    | 25    | 27    | 37    | 47   | 59   | 63   | 58   | 50    | 38    | 33    | 490   |
| Источник:                     |       |       |       |       |       |      |      |      |      |       |       |       |       |

### Природа
Существенная часть интинского района (горная) входит в охраняемые территории национального парка Югыд Ва, расположенного в пределах объекта Всемирного наследия ЮНЕСКО «Девственные леса Коми».
Местные леса заселены такими животными как северный олень, лось, бурый медведь, волк, лиса, росомаха, рысь и другие. Большое разнообразие птиц. Среди обитателей водоёмов есть охраняемые виды: сёмга, хариус европейский, хариус сибирский, кумжа-голец (р. Палья).

## Население
| 1959    | 1966    | 1967    | 1970    | 1973    | 1976    | 1979    | 1982    | 1986    | 1987    |
| ------- | ------- | ------- | ------- | ------- | ------- | ------- | ------- | ------- | ------- |
| 45 136  | ↗49 800 | ↗51 000 | ↘50 178 | ↗51 000 | ↘50 000 | ↗50 862 | ↗53 000 | ↗57 000 | ↗58 000 |
| 1989    | 1992    | 1996    | 2001    | 2002    | 2003    | 2005    | 2006    | 2007    | 2008    |
| ↗60 220 | ↗60 700 | ↘55 100 | ↘49 100 | ↘41 217 | ↘41 200 | ↘38 800 | ↘37 500 | ↘36 200 | ↘35 200 |
| 2009    | 2010    | 2011    | 2012    | 2013    | 2014    | 2015    | 2016    | 2017    | 2018    |
| ↘33 442 | ↘32 080 | ↗32 100 | ↘30 524 | ↘29 404 | ↘28 491 | ↘27 723 | ↘26 983 | ↘26 271 | ↘25 444 |
| 2019    | 2020    | 2021    | 2024    |         |         |         |         |         |         |
| ↘24 878 | ↘24 121 | ↘20 271 | ↘19 372 |         |         |         |         |         |         |

На 1 января 2025 года по численности населения город находился на 690-м месте из 1124 городов Российской Федерации.

### Национальный состав
Национальный состав Инты по переписи 2010 года:
- Всего — 35 181 чел.
- указавшие национальность — 31 978 чел. (100,0 %)
- русские — 23 204 чел. (72,6 %)
- коми — 3660 чел. (11,4 %)
- украинцы — 2419 чел. (7,6 %)
- татары — 578 чел. (1,8 %)
- белорусы — 432 чел. (1,4 %)
- марийцы — 197 чел. (0,6 %)
- чуваши — 195 чел. (0,6 %)
- литовцы — 167 чел. (0,5 %)
- лезгины — 114 чел. (0,4 %)
- азербайджанцы — 107 чел. (0,3 %)
- башкиры — 103 чел. (0,3 %)
- другие — 802 чел. (2,5 %)

## Транспорт
Автомобильное сообщение
Инта не связана постоянно действующей автодорогой с ближайшими городами. Автодорожная сеть Инты не входит в единую республиканскую автотранспортную сеть, будучи замкнутой исключительно на город. Вне города перемещение возможно на гусеничных вездеходах и некоторых внедорожниках.
Ежегодно в конце января по заказу муниципалитета прокладывается временная зимняя автодорога по маршруту Инта — Печора — Инта. Проезд осуществляется организованными группами по предварительной записи. Периодичность и даты проезда определяются администрацией. В пределах Интинского городского округа прокладывают зимние дороги до отдаленных сёл — Косьювом, Петрунь и Адзьвавом. Зимники используются примерно до апреля — их закрывают, когда температура воздуха повышается до плюсовых величин.
Железная дорога

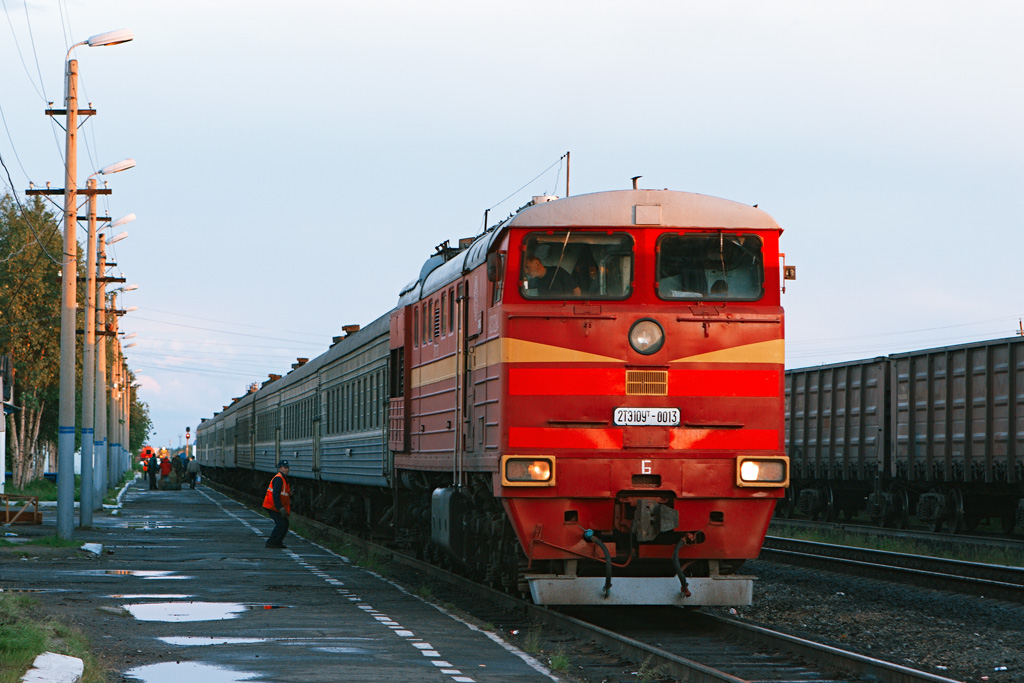
На станции Инта-1

Неподалёку от города располагается действующая железнодорожная станция Инта-1 Северной железной дороги, обеспечивающая круглогодичное наземное сообщение с другими городами республики и страны. Вокзал станции Инта построен в 1957 году. На станции останавливаются поезда Воркута — Москва, Воркута — Санкт-Петербург, Воркута — Нижний Новгород, Воркута — Новороссийск, Воркута — Адлер, Лабытнанги — Москва.
Воздушное сообщение
В 2 км севернее города расположен аэропорт «Инта». Управляется интинским филиалом компании АО «Комиавиатранс». С 1 октября 2013 года возобновилось воздушное сообщение между Интой и столицей республики Сыктывкаром. В основном, используется для приема вертолетов.
Автобусное сообщение
В Инте действует три городских автобусных маршрута №№ 1/1р Микрорайон Западный — Микрорайон Восточный, 3/3р Улица Морозова — Пожарная часть, 5/5р Улица Воркутинская — посёлок Юсьтыдор (отдельные рейсы выполняются с заездом в аэропорт Инта). Пригородное сообщение представлено маршрутами №№ 101/101р Улица Морозова — Клуб Железнодорожника (пос. Верхняя Инта), 501/501р Инта — село Петрунь, 502/502р Инта — село Адзьвавом. Маршруты без литеры работают по нерегулируемому тарифу, а с литерой — по регулируемому. Маршруты обслуживаются автобусами среднего класса марки ПАЗ. Перевозчик — ИП Иванов А.Г. Стоимость проезда (по состоянию на 2024 год) составляет 24 рубля по городу, 3,23 рубля за километр в пригороде.

## Административное устройство
Город Инта включает в себя несколько микрорайонов:

| - Центральный - Западный - Восточный | - Заречный (Сельхозный) - Южный - Шахтёрский | - Горный - Спортивный - Транспортный. |

## Архитектура
Историческая часть Инты («Старый город») построена в середине XX века и представлена как двухэтажными деревянными домами, в дизайн которых включено большое количество нетиповых решений, вдохновлённых народным зодчеством, так и разнообразием сталинского ампира с колоннадами, арками, лепниной и венчающей этот период характерного вида водонапорной башней. Строительство башни, главной достопримечательности Инты, длилось с 1953 по 1954 год. Архитектором башни стал политзаключённый Артур Тамвелиус, этнический швед из Эстонии, посчитавший прежний проектный облик здания «унылым». В настоящее время водонапорная башня выведена из эксплуатации, в ней открыт музей истории политических репрессий.
За Старым городом располагается остров, на котором организован парк отдыха. Доступ пешеходов на остров осуществляется главным образом через подвесной мост, который на текущий момент находится в аварийном состоянии из-за ежегодных весенних паводков, которые затапливают реку выше моста. Имеется также автомобильный мост с шириной проезда около 5 м и ограждёнными пешеходными тротуарами по обеим сторонам.
Кирпичные дома и большая часть населения сконцентрированы в другой части города, в т. н. Новом городе. Кирпичные дома также не лишены индивидуальности, каждому дому принадлежит свой уникальный орнамент, выполненный в основном красным кирпичом по золотистому.

Достопримечательности
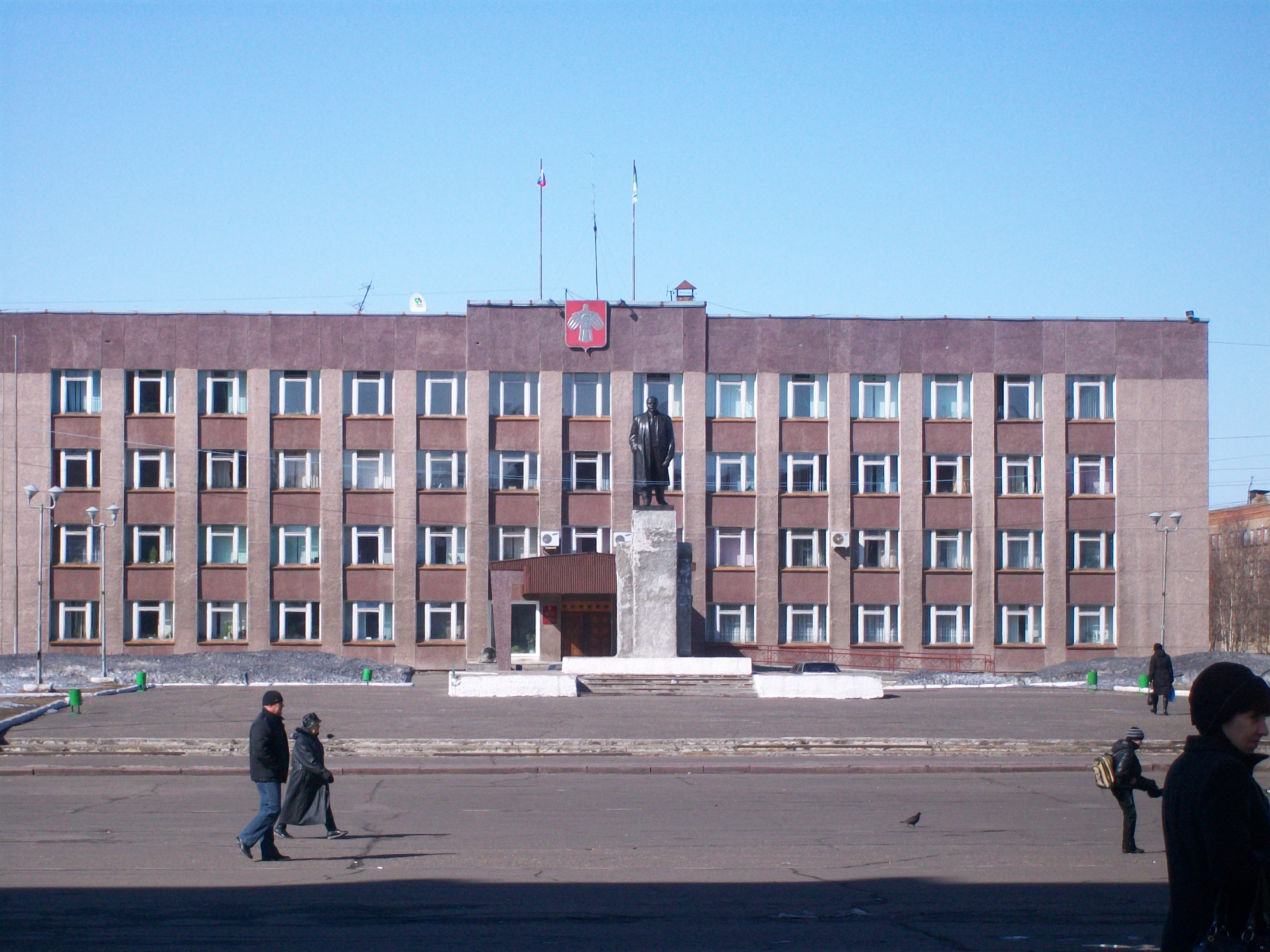
Площадь им. Ленина. Администрация
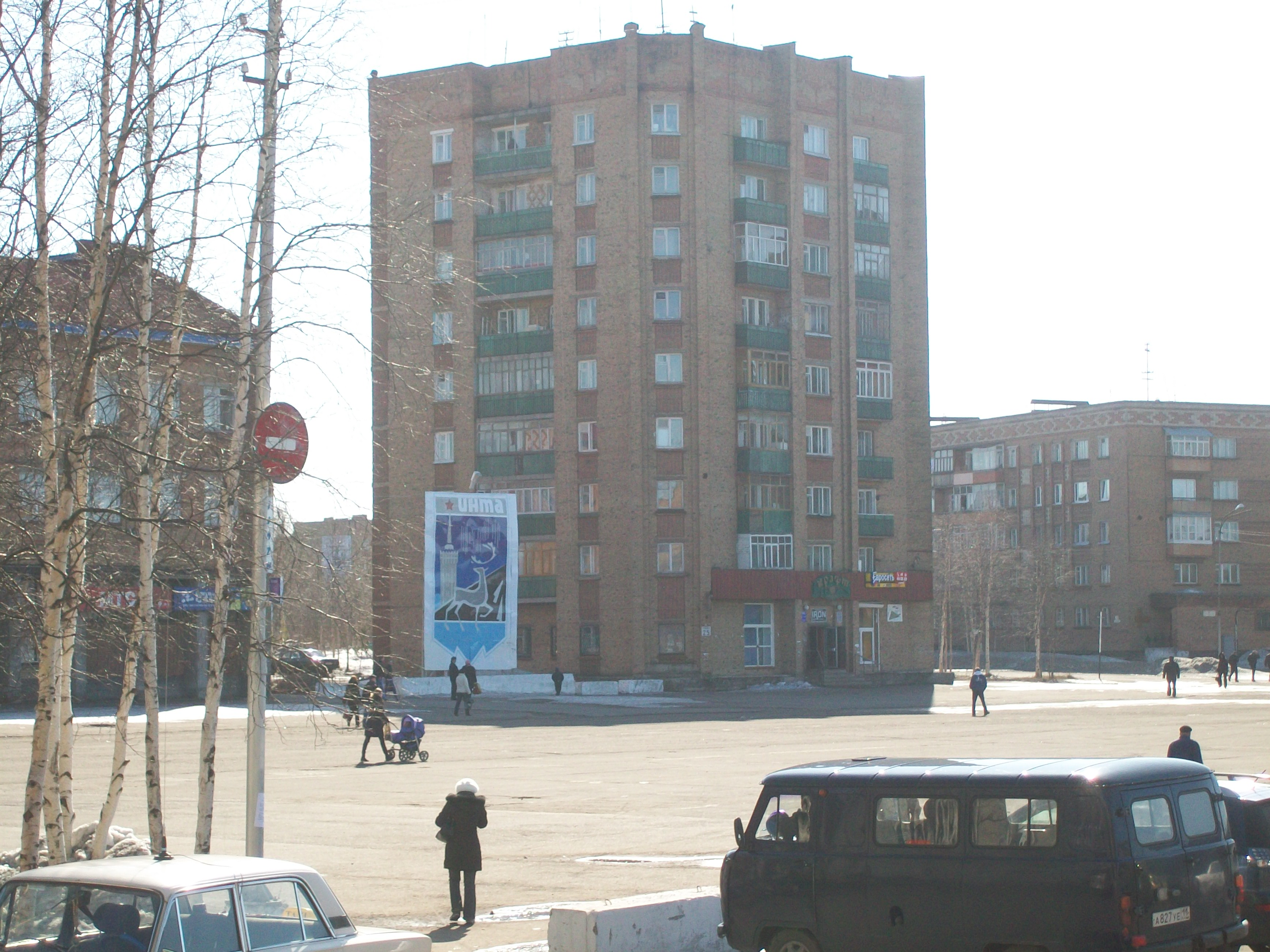
Дом в Инте

Объёмная интерактивная панорама Площади им. Ленина

## Экономика
Основным видом промышленности являлась добыча угля. 2 июля 2018 года совет директоров АО «Интауголь», являющегося градообразующим предприятием города, принял решение о ликвидации предприятия из-за убыточности.
В городе существуют хлебозавод, цех по переработке оленины и молокозавод (агрокомплекс «Инта приполярная»). Неподалёку от Инты находятся крупные залежи марганцевой руды (Парнокское железо-марганцевое месторождение), пригодные для инвестирования.
Распоряжением Правительства РФ от 16 апреля 2015 года № 668-р «Об утверждении перечня моногородов» город Инта включён в категорию «Монопрофильные муниципальные образования Российской Федерации (моногорода), в которых имеются риски ухудшения социально-экономического положения».

## Телевидение
В Инте транслируется федеральное цифровое телевидение, с пакетом из 20 телеканалов. Существует также местная телестудия «5 канал» выпускающая новостные блоки на канале ТНТ. В городе имеется кабельное телевидение, а также возможно подключение IP-TV (ТТК, Ростелеком).

### Радиостанции
В диапазоне УКВ/FM вещает Европа Плюс 102,2 FM.

## Связь

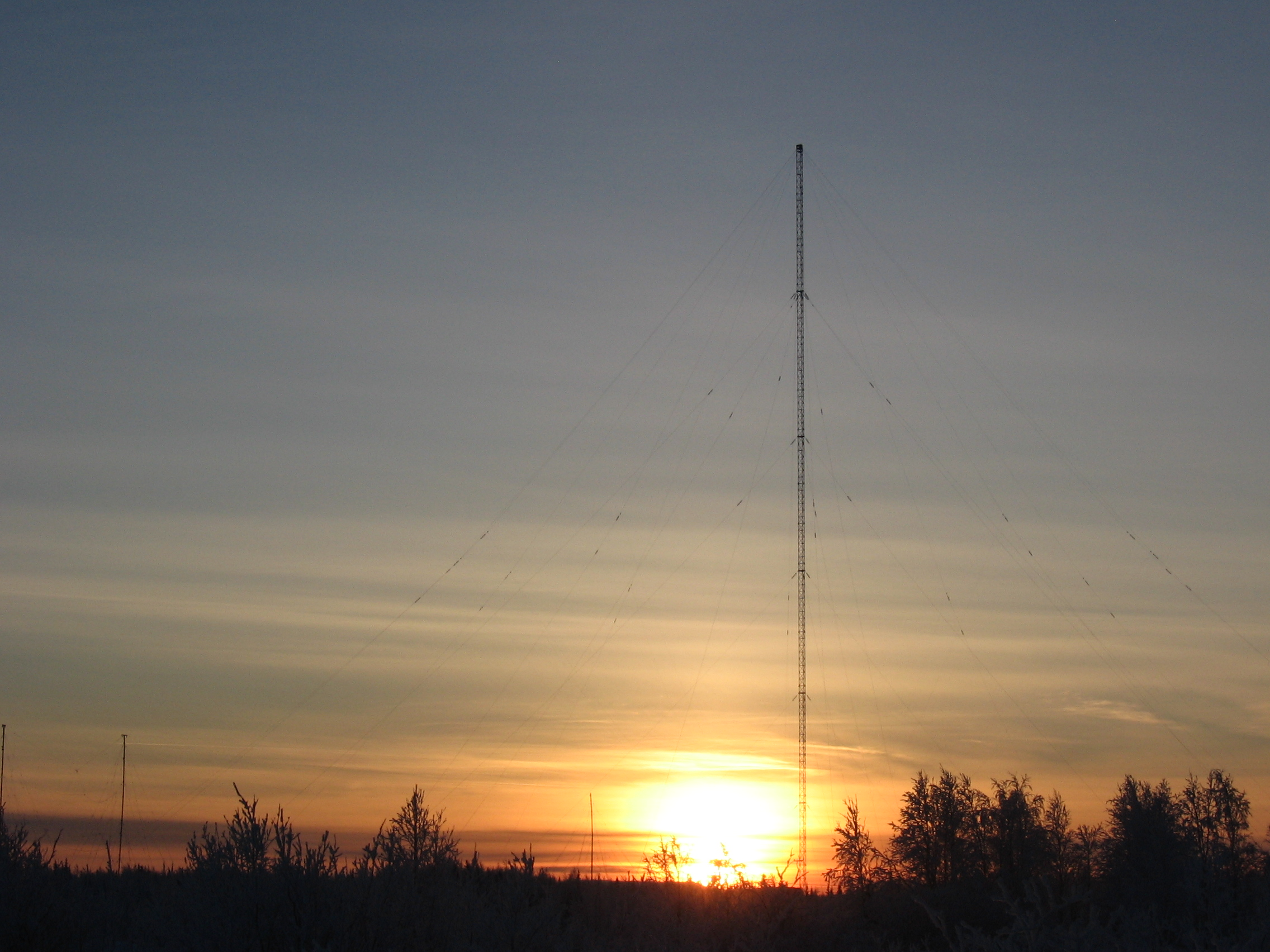
В посёлке Верхняя Инта расположена единственная в Республике Коми и одна из трёх самых мощных вышек навигационной системы «Чайка»

### Стационарная связь
В Инте пятизначные телефонные номера. Код города 82145.
Основным оператором телефонной связи является ОАО «Ростелеком».

### Мобильная связь
Услуги сотовой связи второго поколения в городе предоставляют три федеральных оператора: МТС, МегаФон и Билайн, а также региональное подразделение TELE2. МТС и МегаФон выполнили полное покрытие города и посёлка Верхняя Инта сетями четвёртого поколения.

### Интернет
Услуги интернет связи предоставляют:
- АО «Компания ТрансТелеКом» (ТТК)
- ОАО «Ростелеком»
- ИП Быстров (кабельное телевидение)
- Ё-пойнт (ИП Тучковская)

## Образование

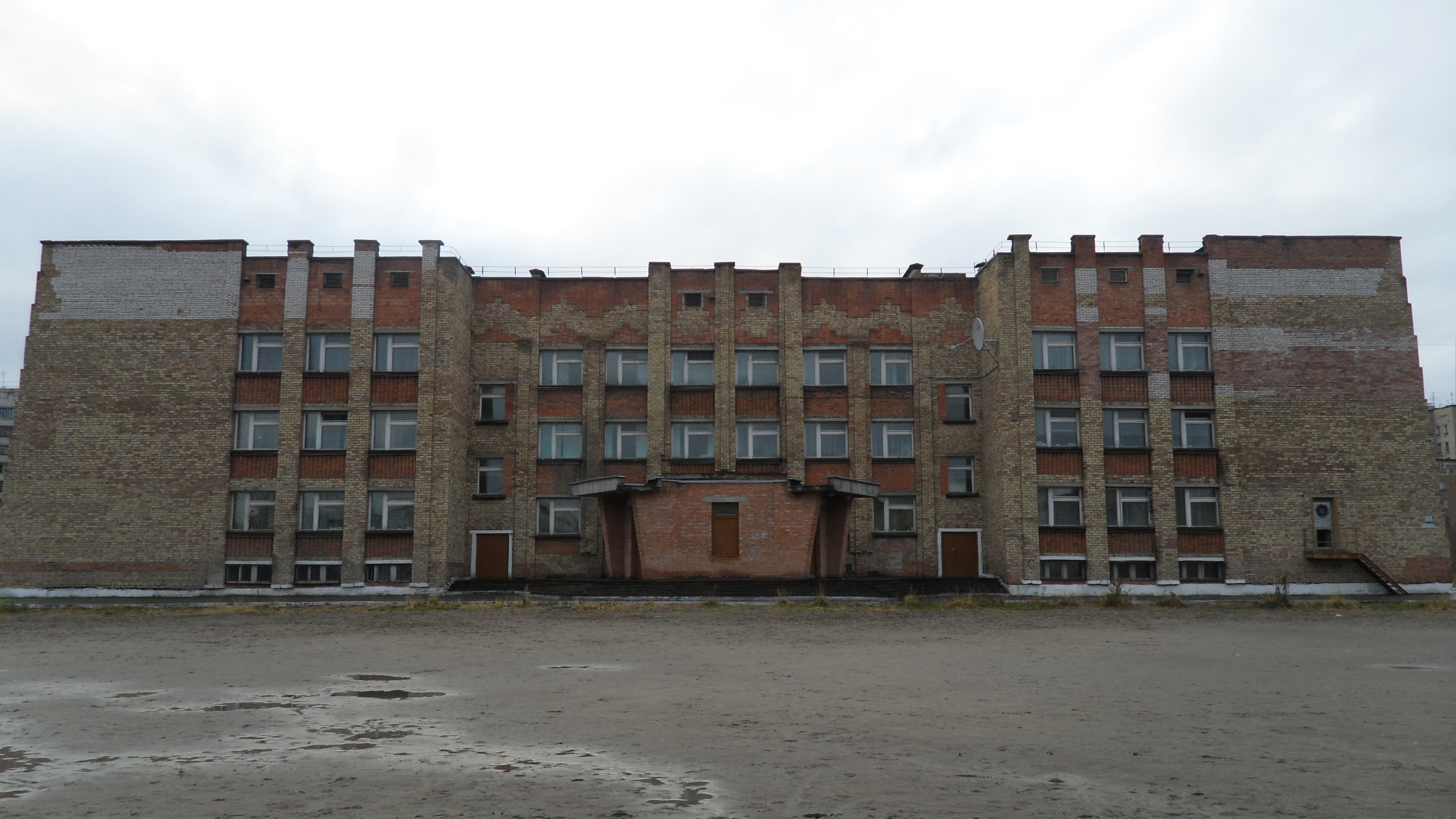
Лицей № 1

Непосредственно в городе находится 12 детских садов, ещё четыре в других поселениях округа: на Юсьтыдоре, в пгт Верхняя Инта и в сёлах Абезь и Петрунь. На территории округа расположено 15 средних общеобразовательных учреждений, среди которых две гимназии и один лицей. Кроме того, в селе Адзьвавом до середины 2013 года находилась «Начальная школа-детский сад села Адзьвавом».
Средне-специальное и средне-профессиональное образование представлено «Интинским политехническим техникумом».
В городе существуют центры дополнительного образования: «Центр внешкольной работы», «Центр учащейся молодёжи», «Станция юных натуралистов», «Школа искусств» и другие.[значимость факта?]

## Спорт
В Инте имеется дворец спорта «Юность», стадион, детский плавательный бассейн «Дельфин», станция юных туристов и физкультурно-оздоровительный комплекс «Западный», включающий в себя спортзалы, лыжню, плавательный бассейн, стадион и хоккейный корт. Ранее в городе проводились соревнования по спидвею на льду.

## Упоминание в художественной литературе
Инте посвящена песня Булата Окуджавы, Инта упоминается в стихотворениях Ярослава Смелякова, в документальной повести Владимира Всеволодова «Мингал», в романе Даниэля Орлова «Чеснок» (М.: Эксмо, 2018).